# Annaberg-hágó
Az Annaberg-hágó (németül: Annaberg Pass, gyakran röviden az Annaberg) egy közúti hágó Alsó-Ausztriában, 976 méter Adria felett magasságban. Maga a hágótető Annaberg község területén található.

## Fekvése, közlekedése
A hágó Alsó-Ausztria délnyugati részén fekszik, Stájerország határához közel, de teljes egészében Alsó-Ausztria területén, a Keleti-Alpokban, ezen belül az ú.n. „Előalpokban” (Voralpen), a Must-vidéknek (Mostviertel) nevezett hegyes-völgyes vidéken, a Lilienfeldi járásban. A hágótető elválasztja egymástól a Traisen folyó Türnitzből eredő ágának (a Türnitzer Traisen folyónak) völgyét északon és az Erlauf folyó völgyét délen, vízválasztót képezve a két folyóvölgy között.

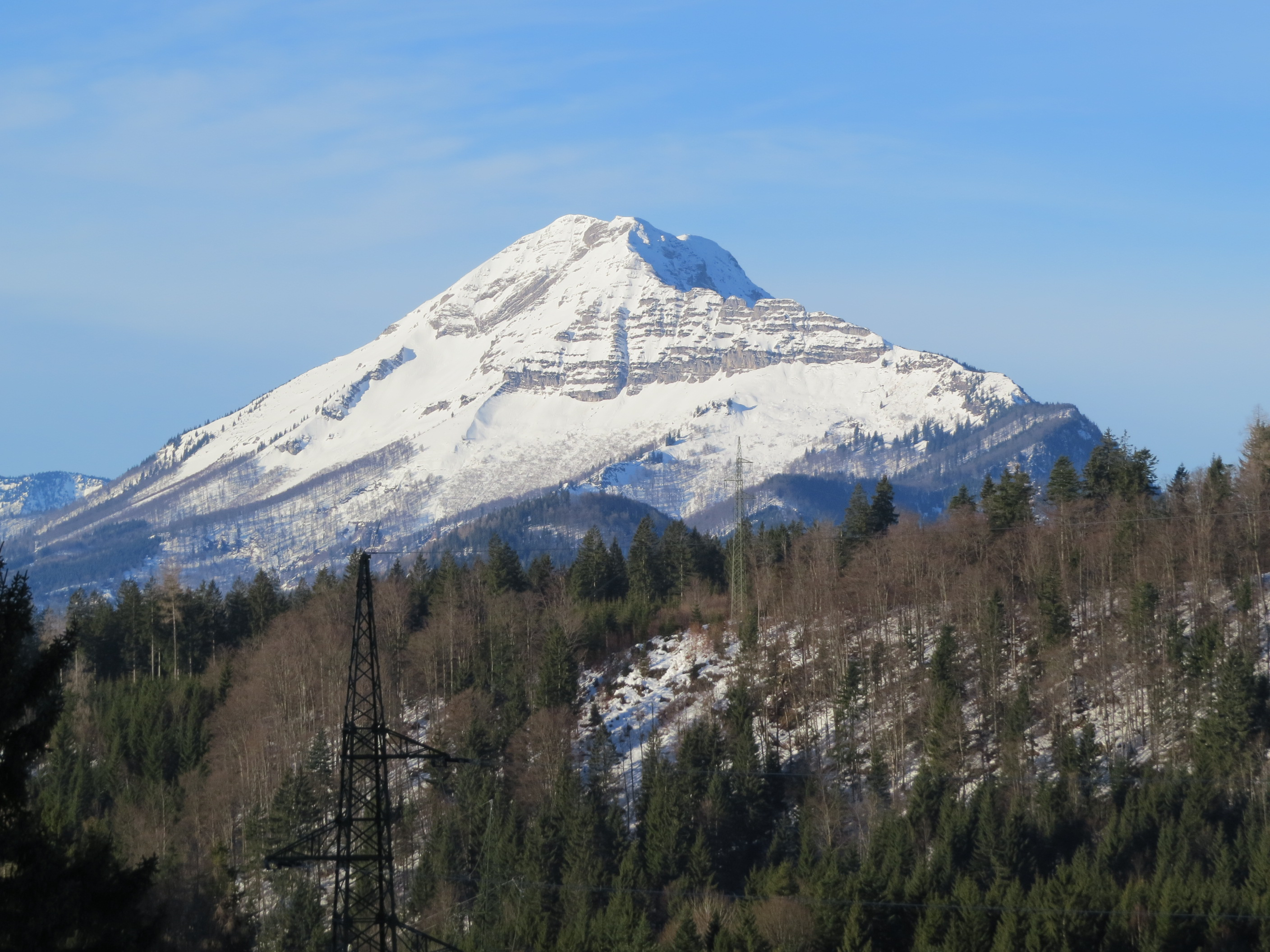
Kilátás az Ötscherre az Annaberg-hágóból

Közvetlenül a hágótetőn, 976 mAf magasságban fekszik Annaberg község. A községen és a hágón keresztül halad a B20-as jelű osztrák országos főútvonal, a „Mariezelli főút” (Mariazeller Haupstrasse). Az út összeköti egymással nyugaton Josefsberg és keleten Türnitz településeket. Nagyobb távlatban nézve a B20-as út a tartományi főváros, Sankt Pölten vonzáskörzetét köti össze a turisták által kedvelt Ötscher-vidékkel (Ötscherland) és Mariazell környékével (Mariazeller Land). A hágóból nyugat felé tekintve szép kilátás nyílik az Ötscher tömbjére (1893 méter).

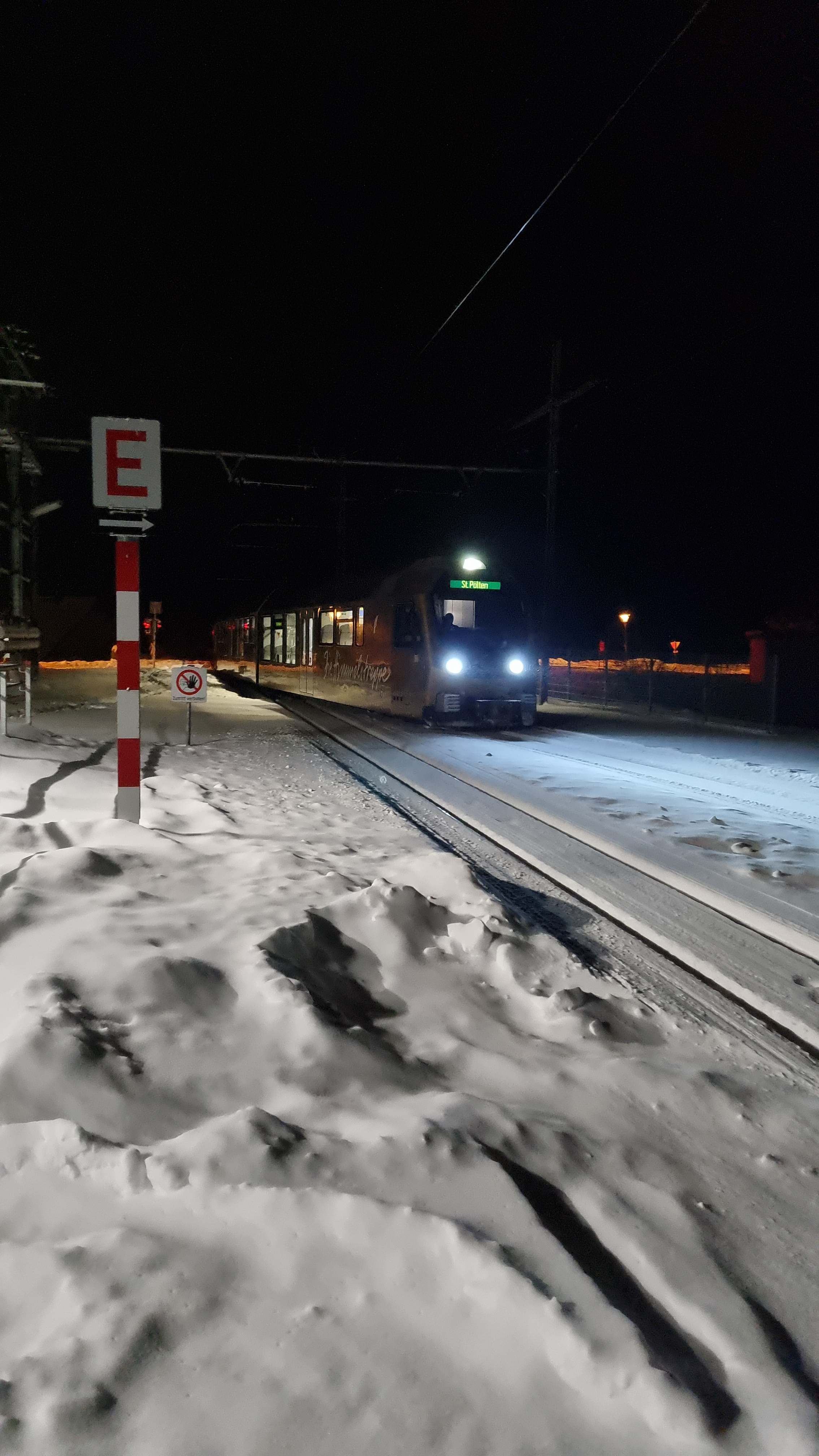
A Mariazellerbahn az Annaberg-Reith állomásnál

A 466 méter magasan fekvő Türnitzből jövő B20-as út a hágó keleti rámpáján, számos kanyarral kapaszkodik fel a hágótetőre (976 m), majd a hegyoldalban haladó út nyomvonala egy átmegy az 1012 méter magasan fekvő Josefsberg hágóba, onnan lefelé vezet tovább Mariazellbe (868 mAf). A környező hegyvidéket télen sűrű és intenzív hóesések jellemzik, a télisportok számára az Ötscher-vidék kiemelten hóbiztos területnek minősül. A téli időszak legnagyobb részében az útszakaszra csak felszerelt hólánccal szabad felhajtani. A gyakori, erős havazások idejére a hágó útját átmenetileg lezárják a közúti forgalom elől. A hágó megközelíthető az 1911-ben megnyitott Mariazellerbahn vasútvonalon is, mely Sankt Pöltent köti össze Mariazellel (Annaberg-Reith megálló, 806 m).
Érdekes módon az Annaberg községen át vezető közút nem a hágóterület legalacsonyabb pontján vezet keresztül. A fizikailag legalacsonyabb pont, ahol át lehet kelni a két völgy között, a községtől északnyugatra, 925 mAf magasságban  található. Ez azonban csak gyalogos túraösvény.

## Turizmus, sport, kegyhelyek

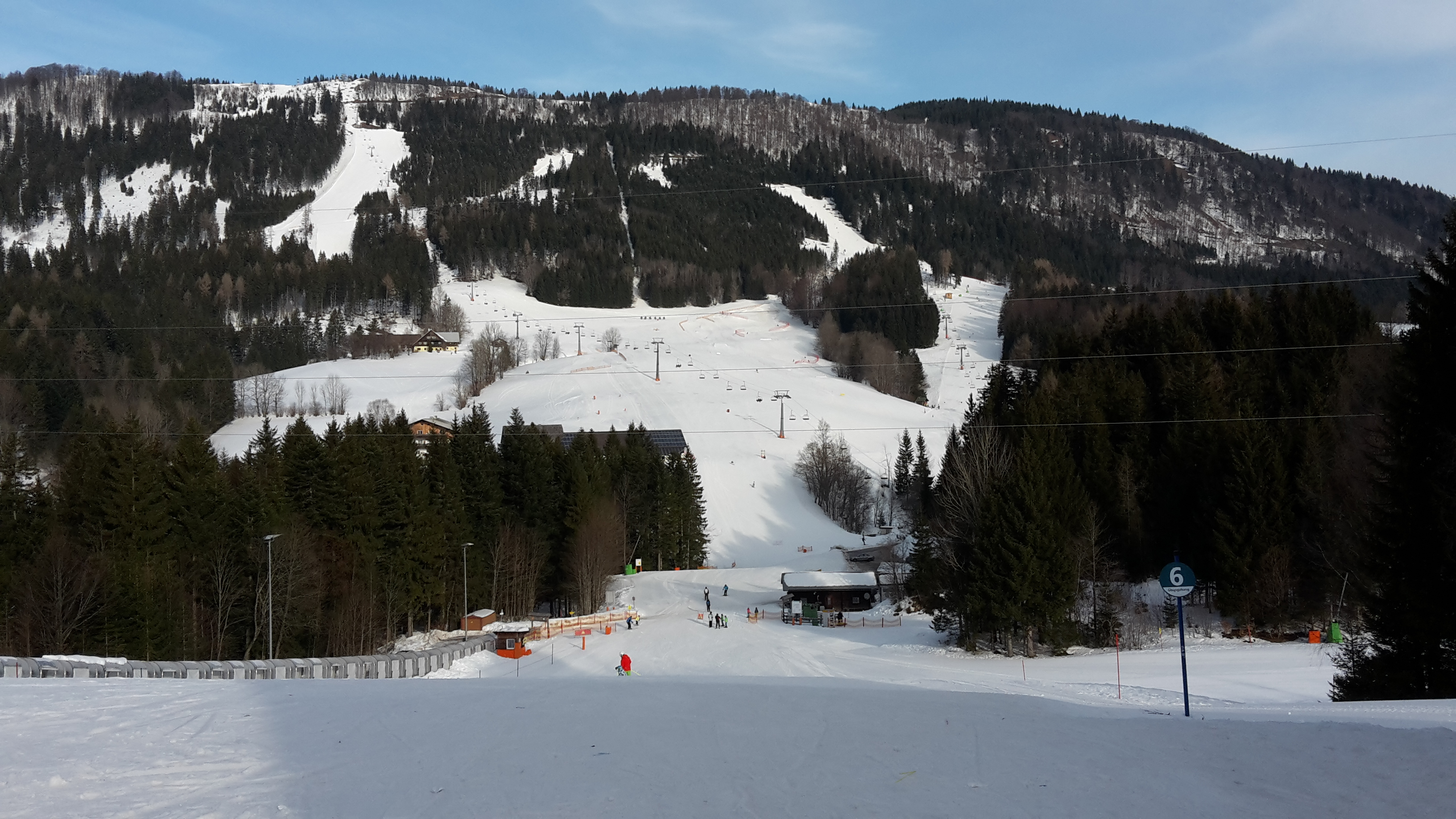
Annaberg síközpont, Reidl felvonó (2017)

Az Annabergtől északra-északnyugatra fekvő hegyvidék ismert télisport-központ, több sílifttel.

 
A hágó nyugati lejtőjén, Josefsrotte községnél a B20-as útból nyugat felé leágazó helyi úton, Annabergtől mintegy 30 km-re elérhető Lackenhof, az Ötscher-hegyvidék túra- és télisport-központja. (Lackenhof elérhető Josefsbergből Mariazellen keresztül, a B20-as és B71-es „Zellenrainstrasse” főúton is, ennek hossza mintegy 46 km).
A téli időszakon kívül a hágót környező hegyvidék (Türnitzi Alpok, Erlauf-völgy, Ötscherland) a túrázók és hegyi kerékpárosok változatos terepe.
Az Annaberg-hágón keresztül vezet a Bécsi-erdőtől Mariazellig vezető gyalogos zarándokút (Via Sacra) egyik változata. Az út itteni szakaszai a Lilienfeldi cisztercita apátságtól Annaberg községig (29 km), és tovább Annabergtől a Mariazelli Bazilikáig (19 km) nehéz és közepes besorolásúak. Magában Annaberg községben is épült egy kis zarándokhely, a Szent Anna-plébánia- és zarándoktemplom.

## Kapcsolódó szócikk
- Mariazellerbahn